# إدوين هالويل
إدوين هالويل هو سياسي أمريكي، ولد في 2 أبريل 1844 في Willow Grove, Pennsylvania ‏ في الولايات المتحدة، وتوفي في 13 سبتمبر 1916 في بلدة أبينغتون ‏ في الولايات المتحدة. نشط حزبياً في الحزب الديمقراطي. وقد انتخب عضو مجلس النواب الأمريكي ‏.